# Capparis mitchellii
Capparis mitchellii là một loài thực vật có hoa trong họ Capparaceae. Loài này được (Lindl. ex F.Muell.) Lindl. mô tả khoa học đầu tiên năm 1838.